# Поворот не туди 2: Безвихідь
«Поворот не туди 2: Безвихідь» (англ. Wrong Turn 2: Dead End) — фільм жахів піджанру слешер 2007 року, від режисера Джо Лінча. Продовження фільму «Поворот не туди» 2003 року та друга частина серії фільмів «Поворот не туди». Фільм вийшов у широкий прокат одразу на DVD, прем'єра в США відбулася 9 жовтня 2007 року. Фільм отримав позитивні відгуки критиків і вважається найкращим фільмом з серії. Наступний фільм — «Поворот не туди 3: Залишені вмирати»
Сюжет зав'язується у сумно-відомому, по подіях першого фільму, лісі, де місцева телекомпанія знімає реаліті-шоу в дусі «Останнього героя». Учасникам проєкту належить вести спосіб життя первісних племен без сучасних засобів зв'язку, на радість канібалам, що живуть там.

## Сюжет
Фільм починається з того, що учасниця реаліті-шоу «Апокаліпсис: Останній герой» Кімберлі (Кімберлі Колдвелл) їде до місця проведення реаліті-шоу через ліси Західної Вірджинії. Намагаючись знайти його, вона губиться, і відволікаючись на телефонну розмову, випадково збиває людину. Зупинившись і вийшовши з машини, вона вирішує перевірити стан людини. Потерпілий виявляється мутантом-канібалом, який нападає на неї і вбиває, забираючи її тіло з собою. 
Після цього сюжет переносить нас до знімального майданчику. Відставний полковник морської піхоти США Дейл Мерфі (Генрі Роллінз) — ведучий шоу «Апокаліпсис». Прибувши на місце проведення реаліті-шоу, колектив ведучих намагається зв'язатися з Кімберлі, але безуспішно. Після недовгих роздумів, режисер Майкл (Меттью Кері Голмс), якого всі називають просто «М», вирішив замінити Кімберлі на продюсера Мару (Алекса Палладіно). Спочатку вона відмовляється, але під впливом Дейла погоджується. Отож учасники шоу: продюсер Мара, колишній футболіст Джейк (Тексас Беттл), модель спідньої білизни Єлена (Крістал Лоу), графічний дизайнер Ніна (Еріка Лірсен), ветеран війни в Іраку Ембер (Даніелла Алонсо) та скейтбордист Мет на прізвисько Джонсі (Стів Браун).
Починається гра. На знімальному майданчику Дейл, проводячи інструктаж учасників, показує в дії, як працює датчик «Випробувач віри», вмикаючи сигнал тривоги, чим привертає увагу сім'ї канібалів, що мешкають неподалік.
Тим часом Ніл (Седрік Де Соуза), людина зі знімальної групи, займається установкою камер на деревах у лісі. Канібали знаходять його і вбивають.
Після інструктажу Дейл спробував встановлювати датчики «Випробувач віри» на квадроциклі. Після їх установки він виявляє, що два колеса пробиті стрілами. Дейл, розлючений, викликає «хулігана» на розмову, його атакують. Поки Дейл намагається врятуватися і зрозуміти, хто і звідки в нього стріляє, в одне дерево, прямо перед його головою, врізається сокира, і перед ним з'являється Трипалий. У відповідь Дейл кидає в нього ножа, потрапивши в плече, але Трипалий, як ні в чому не бувало, витягує ніж і злизує з нього свою кров. Поки увага Дейла була звернена на цього мутанта, ліворуч до Дейла тихо підходить інший мутант, міцнішої статури, і вирубує його одним ударом.
Майкл, для підняття рейтингів шоу, вирішує зняти на камеру еротичний епізод за участю Джейка і Єлени. Єлена теж не пропускає нагоди, бо це і їй би додало слави, але Джейк відмовляється, пояснюючи це тим, що якщо його мама побачить «це» по телевізору, то вона від нього зречеться, та йде. Тоді Єлена вирішує зайнятися оральним сексом на березі разом з Майклом. Це помічають Мара і Ніна, які випадково з'являються на протилежному березі річки. Мара розплакалася, сказавши Ніні, що вона хотіла одружитися з Майклом. Ніна заспокоює її, розповідає історію про свого колишнього хлопця і пропонує провчити Майкла, але Мара відмовляється, заявляючи, що вона не така. Мара вирішує поїхати назад і разом з Ніною вирушає шукати місце, звідки можна зателефонувати в місто. По дорозі вони знаходять сільський будинок і вирішують перевірити, чи є хто там всередині. В спальній кімнаті вони бачать на дзеркалі фотографії мутантів. Як виявилося, цей будинок належав родині канібалів, на фото присутні «Па» (Кен Кірзінгер), «Ма» (Ешлі Граф), «Сестра» (Рорелі Тіо) і «Брат» (Клінт Карлтон). Раптом повернулася «Ма» (яка була вагітна) разом з родичами, у «Ма» почалися перейми і вона народжує. Дівчата, які сховалися у спальні, спостерігають за цим через щілину. Після народження нового мутанта їх помічає «Сестра» і нападає на них. Вони встигли зачинити двері до спальні і вибратися на вулицю. Дівчат помічає «Па» і жбурляє в Мару сокирою, проломивши їй череп. Витягнувши сокиру з черепа дівчини, він продовжує гонитву за Ніною. Ніна зуміла втекти і сховатися на узліссі за колодою. «Па» починає її шукати, але коли він виявляється зовсім близько, під'їжджає пікап людожерів з прив'язаним трупом Мари до капота, за кермом якого сиділа мати-мутантка. Після гудків клаксону «Па» сідає в пікап, і вони їдуть, а Ніна встає і тікає, щоб повідомити про те, що сталося решті учасників шоу.
Закінчивши секс, Майкл йде до вантажівки, щоб попрацювати над сценарієм, а Єлена залишається засмагати на сонці. Мутант-підліток тим час мастурбує на неї в кущах, це помічає «Сестра» і, розлючена, б'є його по обличчю. У цей час вони зачіпають датчик «Випробувач віри», що почула Єлена і почала метушитися. У цей час «Сестра» вибігає з лісу на берег з великим ножем і вбиває Єлену, яка намагалася врятуватися, перепливши річку. Дейл в цей час приходить до тями,  прив'язаний руками й ногами до дерева вниз головою. У такому стані його ранить у живіт Трипалий, а потім йде розбирати труп Ніла. Приїжджає пікап людожерів з тілом Мари на капоті. «Три пальці» забирає тіло і канібали їдуть далі. Мутант підходить до Дейла, щоб перерізати йому горло, але той зв'язаними руками завдає удар в пах, вихоплює у мутанта ніж і звільняється. Після нетривалого сутички, Дейл стріляє в Трипалого, той падає в річку, а Дейл, взявши з собою рушницю, йде.
Тим часом Майкл повертається до вантажівки. Сідаючи за монітор, він виявляє, що зображення багатьох камер учасників збігаються. Помітивши несправність у роботі однієї з камер, Майкл приймається усувати несправність, і в той час до вантажівки підходять «Ма» і «Па», які сідають у кабіну водія. Машина різко рушає з місця. Майкл, вирішивши, що це дурна витівка Ніла, обурюючись, прямує до кабіни, де «Па» хапає його за горло, відтягує в кабіну фургона і за допомогою стріли протикає Майкла наскрізь, пробивши стіну фургона.
Тим часом Ембер з Джонсі, натикаються на мисливський табір, де смажиться на багатті барбекю. Вони забирають барбекю на майданчик як здобич. Потім до них приєднується Джейк. За деякий час повертається Ніна, у якої істерика. Вона говорить, що Мару вбили мутанти. Але всі на цю звістку реагують з подивом, а Джонсі починає насміхатися. Після нетривалої суперечки, вони помічають на шматку м'яса барбекю татуювання, яке було на нозі у Кімберлі. Від усвідомлення, що вони щойно їли, Джонсі знудило. Джейк, Ніна, Ембер і Джонсі вирішують терміново бігти в пошуках укриття і допомоги.
Дейл тим часом підходить до будинку, в якому нещодавно побували Мара з Ніною, і помічає старого, який віджимає ганчірку. Тихо слідуючи за ним, він проходить у будинок і приставляє рушницю до потилиці старого, поки він витирає підлогу після пологів. Отримавши несподівану погрозу від Дейла, старий заявляє, що він звичайна порядна людина...
Поки трійка учасників бігла, Ніна поранилася, наступивши на цвях. Джейк говорить Ембер і Джонсі бігти до вантажівки, а сам надає допомогу Ніні. Як тільки вони прийшли, виявляють лише сліди від її коліс, а Джонсі випадково виявляє ведмежий капкан. Тільки після цього він розуміє, що в лісі справді мешкають людожери, і хлопець піднімає паніку. Ембер його заспокоює, і вони біжать далі. Далі група почула голоси і бачить, як двоє підлітків-мутантів займаються сексом. На голові у Сестри був скальп, знятий з Олени, і Джейк, подумавши, що це вона і є, вирішує її врятувати, різко вибігаючи прямо на них із засідки. Але побачивши вже знайоме обличчя «Сестри», Ніна з жахом біжить, але провалюється до ями. Інші вступають з мутантами в бій, і побивши підлітків-мутантів вони тікають. Ембер і Джонсі вирішують слідувати в пошуках притулку до покинутої будівлі фабрики, а Джейк, домовившись з ними зустрітися там трохи пізніше, йде витягувати Ніну з ями. Підлітки-мутанти тим часом сідають у пікап, що під'їхав, і пускаються за всіма чотирма учасниками в погоню, де трохи проїхавши вперед «Па» з «Братом» висаджуються, щоб наздогнати Ембер і Джонсі, а «Сестра» їде далі за Ніною та Джейком. Ембер та Джонсі по дорозі потрапляють у пастку і «Па» та його син їх вбивають. Джейк витягує Ніну з ями і вони беруться тікати від дівчинки-мутанта. Взявши з собою дробовик, дівчинка-мутант вискакує з машини і наздоганяє їх біля крутого берега річки, де Ніна та Джейк вирішують стрибати. Дівчинка-мутант робить у них постріл, але промахується.
Зустрівши старого чоловіка, який прибирав за канібалами, Дейл розмовляє зі старим. Той розповідає йому, що колись на цьому місці було село, де жили люди і працювала фабрика, яка скидала хімікати в річку, внаслідок чого загинула вся дичина в лісі. Майже все населення виїхало, але залишилася одна сім'я, у якій стали народжуватися діти-виродки, від яких з'явилися сучасні мутанти. Відповідаючи на запитання Дейла, чому він не поїхав, старий несподівано заявляє, що він є батьком старшого покоління канібалів і вирішує вбити Дейла. Але Дейл встигає витягнути тринітротолуол, підпалити ґнот і засунути його старому за пояс. Після чого Дейл тікає на вулицю, а старий з рушницею вибігає за ним, тут динаміт вибухає і старий розлітається на шматки. Дейл забирає з дому лук, примотує ізолентою на стріли тринітротолуол, намазує своє обличчя брудом і йде в розвідку рятувати решту учасників.
Вибравшись з річки, Джейк і Ніна приходять на фабрику і починають шукати Ембер і Джонсі, не здогадуючись, що канібали теж мешкають тут. Вони шукають телефон, і опинившись в гаражному приміщенні помічають свій фургон і чують з нього крик Майкла. Джейк заходить усередину фургона, але це виявилася пастка — крики були трансляцією зображення на моніторі, де Майкл, перебуваючи в якомусь іншому приміщенні фабрики, кричить і гукає на допомогу. Тим часом Ніну хапають підлітки і, закривши їй рот, забирають її. Джейк, побачивши на моніторі сцену, як мати-мутантка відрубує Майклу голову і кидає її прямо перед об'єктивом камери, приходить у жах і вирішує йти, але за спиною у нього з'являється «Па», який хапає його, зв'язує і піднімається слідом за Ніною. Дейл, який переховується, стежить за тим, що відбувається.
Отямившись, Ніна виявляє себе замкнутою в клітці, і спостерігає, як «Ма» готує вечерю, а Джейк зі зв'язаними руками і ногами висить під стелею. Раптом до клітки підходить підліток-мутант і починає бавитися з Ніною, знімаючи її на камеру, з якою працював Майкл. Побачивши це, «Сестра» відштовхує його від клітки і направляє на Ніну стовбур дробовика, натиснувши на спусковий гачок. Постріл не відбувається — дробовик не заряджений, і дівчинка-мутантка зловтішно глузує з переляканої Ніни. Розлютившись, Ніна в грубій формі посилає її, за що отримує прикладом по голові і знову втрачає свідомість. Отямившись, Ніна вже сидить зв'язана колючим дротом на кріслі за одним столом разом з канібалами, де вони вечеряють і силоміць змушують Ніну їсти разом з ними. Джейк, продовжуючи висіти, благає людожерів, щоб їх відпустили, але вони ці прохання ігнорують. Дейл тим часом тихо вже підбирається до кухні, але випадково зачіпає лічильник Гейгера, який почав видавати звуки, і «Па» разом із підлітками вирушили на пошуки своєї нової жертви. Грамотно заманивши підлітків, Дейл стріляє в них із лука стрілою з тринітротолуолом, яка влучає «Братові» у спину. «Сестра» намагається витягнути стрілу, але гніт догоряє і відбувається вибух, від якого обидва підлітки гинуть. «Ма», почувши на кухні вибух, хапає ланцюг і біжить у гараж на допомогу. Потім Дейл прибіг на кухню до Ніни та Джейка і звільнив їх, але «Па» та його дружина, які несподівано повернулися з гаража на кухню, вбили Дейла. Ніна встигає вибратися з фабрики, але Джейк, заблукавши, заходить до приміщення, де знаходиться апарат для подрібнення деревини, який людожери використовують як м'ясорубку. Разом із Джейком там опиняються і людожери, де «Ма» запускає апарат, а «Па» намагається скинути туди Джейка. Дізнавшись, що він у біді, Ніна повернулася назад і кинулася йому на допомогу. Оглушивши матір-мутантку ударом головою об колоду, Ніна накидається на «Па» і впивається в його шию, вирвавши зубами шматок плоті. Після нетривалої боротьби Ніна з Джейком вбивають мутантів, заштовхнувши їх колодою в подрібнювач. Після цього вони беруть автомобіль Кімберлі та їдуть із цього лісу.
Фільм закінчується сценою, де «Три пальці» годує новонародженого мутанта з дитячої пляшечки і потім кладе йому в рот відірваний людський палець, використовуючи його замість соски. По завершенні лунає вже відомий нам сміх за кадром.

## У ролях
| Актор             | Роль               |
| ----------------- | ------------------ |
| Генрі Роллінз     | Дейл Мерфі         |
| Алекса Палладіно  | Мара Стоун         |
| Еріка Лірсен      | Ніна Папас         |
| Тексас Беттл      | Джейк Вашингтон    |
| Крістал Лоу       | Єлена Гарсія       |
| Меттью Кері Голмс | Майкл "М" Епштейн  |
| Даніелла Алонсо   | Ембер Вільямс      |
| Стів Браун        | Мет "Джонсі" Джонс |
| Кен Кірзінгер     | Па                 |
| Ешлі Граф         | Ма                 |
| Рорелі Тіо        | Сестра             |
| Клінт Карлтон     | Брат               |
| Джефф Скруттон    | Три пальці         |
| Седрік Де Соуза   | Ніл                |
| Кімберлі Колдвелл | Кімберлі           |

## Прем'єра
«Поворот не туди 2: Безвихідь» показали у Великій Британії на London FrightFest Film Festival 25 серпня 2007 року, і на Fantastic Fest у Остіні, штат Техас, США — 21 вересня 2007 року.
Фільм вийшов на DVD 9 жовтня 2007 року у повній версії (з усіма вирізаними сценами), включаючи коментарі режисера Джо Лінча та акторів Еріки Лірсен та Генрі Роллінза та іншими. Пізніше, фільм вийшов на Blu-ray, а саме 15 вересня 2009 року. Він заробив 9 мільйонів доларів на продажах дисків фільму у США.

## Критика
На Rotten Tomatoes фільм, станом на 11 червня 2021 року, має рейтинг свіжості у 70 % від критиків та 44 % від глядачів. На IMDb фільм має рейтинг 5,5 з 10.